# تاکینگ استیک ریزورت
تاکینگ استیک ریزورت (انگلیسی: Talking Stick Resort) یک هتل و کازینو در سکاتسدیل، آریزونا، ایالات متحده آمریکا است.
این هتل که در سال ۲۰۱۰ تأسیس شده دارای ۴۹۶ اتاق می‌باشد.

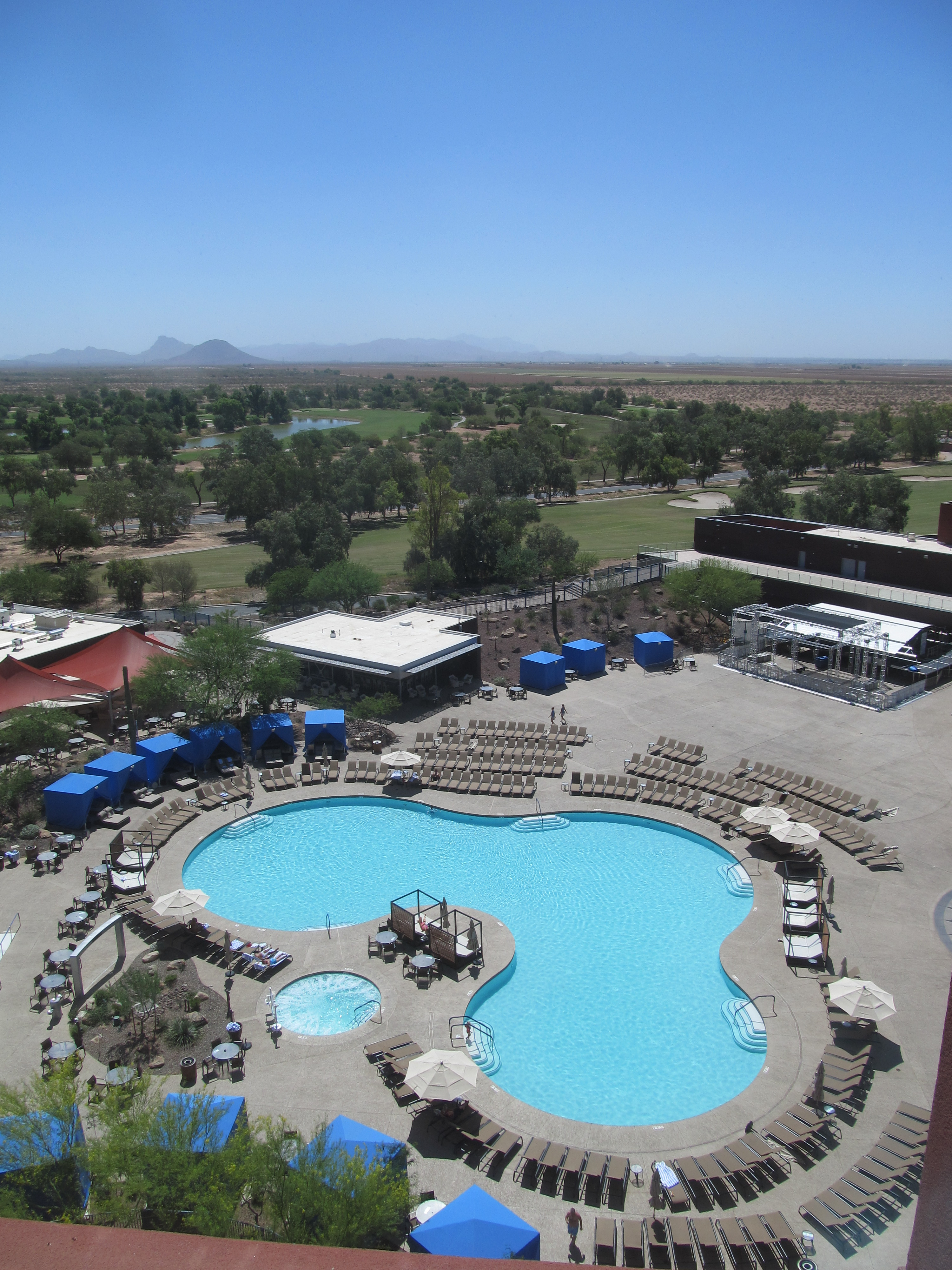